# Cabrillo Peak
Cabrillo Peak (277 meter över havet) är ett berg i Morro Bay State Park i Kalifornien i USA. Berget fick sitt namn efter en upptäcktsresande (Juan Cabrillo) som var i området 1542.